# Teleogryllus boninensis
Teleogryllus boninensis är en insektsart som beskrevs av Keiichi Matsuura 1984. Teleogryllus boninensis ingår i släktet Teleogryllus och familjen syrsor. Inga underarter finns listade i Catalogue of Life.